# شتیت
شتیت (به بلغاری: Shtit) یک منطقهٔ مسکونی در بلغارستان است که در شهرستان اسویلنگراد واقع شده‌است.